# Физик
Физикът е учен, който изучава физика.
Обучението за професията физик се дава във висшите училища – във факултети по физика или естествени науки, в обща специалност Физика или във физични подспециалности.
Основните физични подспециалности са теоретичната физика и експерименталната физика. Двете специалности включват запознаване с теорията на физиката, но докато експерименталният физик изследва своите хипотези чрез експеримент, теоретичният физик се опитва да обясни резултатите от експериментите с помощта на математически модел и да предостави прогнози за резултатите от бъдещи експерименти. Теоретичният физик може да разработва компютърни програми за извършване на тежки числени симулации или изчисления (обикновено за решаване на математически проблеми, които не могат да бъдат анализирани аналитично), докато експерименталният физик може да разработва нови измервателни уреди и методи за провеждане на експерименти. Експерименталните физици също използват компютъра за провеждане на симулации на експерименти, обработка на резултатите от експерименти, калибриране на измервателните уреди и взаимодействие със сложни измервателни устройства, обикновено използващи компютри.